# Nootdorp (metrostation)
Nootdorp is een Nederlands metrostation aan de metrolijn E van RandstadRail en de Rotterdamse metro. Het station ligt in Nootdorp, bij de overweg in de 's Gravenweg.
Het metrostation Nootdorp is aangelegd in het kader van het lightrail-project RandstadRail. Het station is op 10 september 2006 in gebruik genomen en was van 10 september 2006 t/m 10 november 2006 en van 29 november 2006 t/m 2 september 2007 tijdelijk het eindpunt voor de metro uit Rotterdam.
De halte ligt aan de 's Gravenweg in de nieuwe wijk 's-Gravenhout en het bedrijventerrein Grote Driehoek.
Het vroegere spoorwegstation Nootdorp Oost, dat in gebruik is geweest van 1908 tot 1938, lag op dezelfde plek als het huidige metrostation.

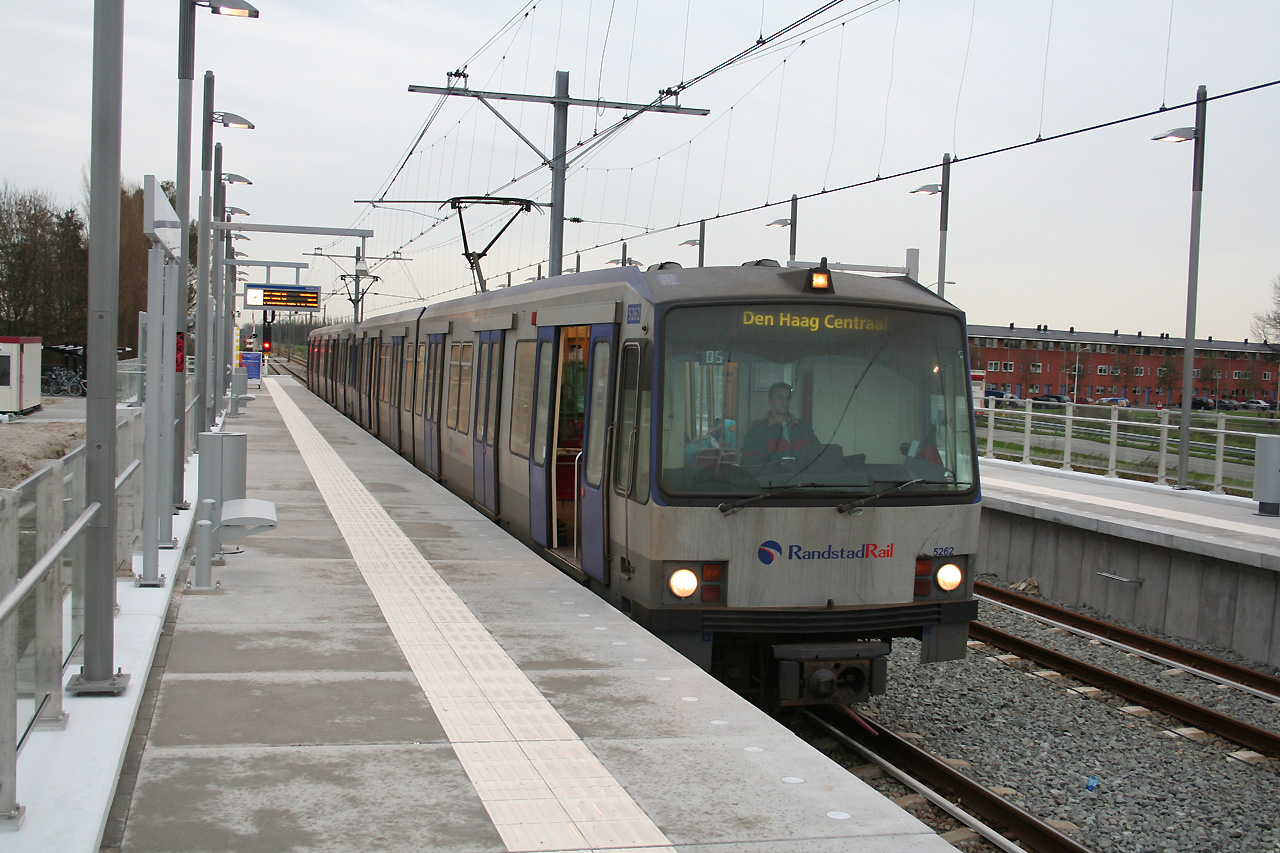
Een tweewagentrein, type RSG2, op station Nootdorp.
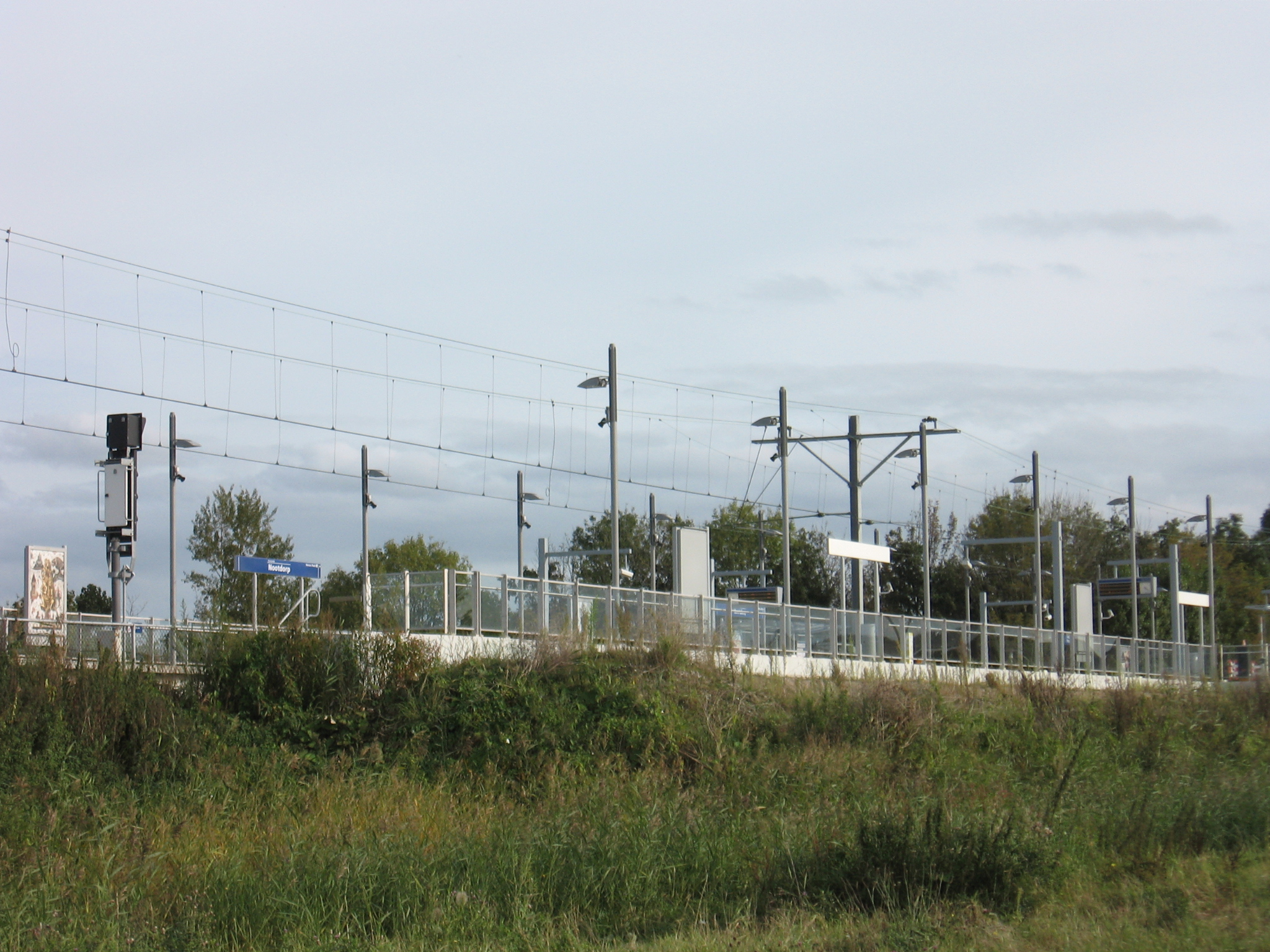
Halte gezien vanaf de weg.

Den Haag Centraal  · Laan van NOI  · Voorburg 't Loo · Leidschendam-Voorburg · Forepark · Leidschenveen · Nootdorp · Pijnacker Centrum · Pijnacker Zuid · Berkel Westpolder · Rodenrijs · Meijersplein/Airport · Melanchthonweg · Blijdorp · Rotterdam Centraal  · Stadhuis · Beurs · Leuvehaven · Wilhelminaplein · Rijnhaven · Maashaven · Zuidplein · Slinge